# Bewerber
Bewerber est un grade dans la Schutzstaffel (SS), l'organisation paramilitaire du parti nazi.

## Description
Bewerber peut se traduire par « postulant ». Ce rang, le plus subalterne possible chez les SS, s'appliquait entre 1932 et 1945 aux jeunes hommes ayant posé leur candidature pour devenir SS.
Le grade de SS-Bewerber était plutôt employé par les Allgemeine SS avant qu'ils n'obtiennent le grade de SS-Anwärter. Comme les SS-ALLgemeine, et à la différence des autres grades, même subalternes, les SS-Bewerber n'ont jamais porté de signe distinctif.

## Équivalence
Le grade de SS-Bewerber n'a pas d'équivalent dans l'armée ni dans la police allemande.